# Intendente (plato)
Intendente es el nombre con el que se conoce a un plato típico de la gastronomía del departamento de Oruro, en Bolivia.  

## Historia e ingredientes
Según la cultura popular, el plato se llama de ese modo porque a un intendente, de nombre Guillermo Ramallo, le gustaba comer este platillo cuando estaba de inspección por los mercados de Oruro. Se dice que don Guillermo se paseaba con un plato por entre las vendedoras de comida, a quienes pedía que le pusieran encima una variedad de carnes y menudencias que a él le gustaban. Con el tiempo, las vendedoras ya sabían los gustos del inspector y gritaban: "Ahí viene el intendente, preparan el plato del intendente".
Como sugiere la historia, el plato consta de varios tipos de carne (asado o riñón de cordero; lomo, riñón y tripas de res; presas de pollo; y chorizos y chuletas de cerdo), choclo, papas hervidas y ensalada de lechuga, tomate y cebollas, todo acompañado de llajua y, en ocasiones, arroz.
En una votación de 2019, el intendente compitió por ser plato bandera de Oruro, aunque perdió contra el charquekan.